# جایزه بزرگ بریتانیا ۱۹۷۰
جایزه بزرگ بریتانیا ۱۹۷۰ (انگلیسی: ‎1970 British Grand Prix‎) یک مسابقهٔ موتوری در رشتهٔ اتومبیل‌رانی فرمول یک بود که در تاریخ ۱۸ ژوئیهٔ ۱۹۷۰ در برندز هچ واقع در کنت، انگلستان برگزار شد. این گراند پری در میان ۱۳ گراند پری در فصل ۱۹۷۰، مسابقهٔ شمارهٔ ۷ بود.
در این مسابقه که در ۸۰ دور و به مسافت ۲۴۱٫۲۰۰ کیلومتر (۱۴۹٫۸۷۵ مایل) برگزار شد، پول پوزیشن توسط جوهن رایندت کسب شد و سریع‌ترین زمان برای طی یک دور پیست که برابر با ۱:۲۵٫۹ بود نیز توسط جک برابام به ثبت رسید.
جوهن رایندت از تیم لوتوس-فورد، جک برابام از تیم برابام-فورد و دنی هیولم از تیم مک‌لارن-فورد به‌ترتیب مقام‌های اول تا سوم مسابقه را کسب کردند.

## رده‌بندی قهرمانی پس از مسابقه
|       | جایگاه | راننده      | امتیاز |
| ----- | ------ | ----------- | ------ |
|       | ۱      | جوهن رایندت | ۳۶     |
| ۱     | ۲      | جک برابام   | ۲۵     |
| ۱     | ۳      | جکی استوارت | ۱۹     |
| ۱     | ۴      | دنی هیولم   | ۱۶     |
| ۱     | ۵      | کریس ایمون  | ۱۴     |
| منبع: |        |             |        |

|       | جایگاه | سازنده      | امتیاز |
| ----- | ------ | ----------- | ------ |
|       | ۱      | لوتوس-فورد  | ۴۱     |
|       | ۲      | مارچ-فورد   | ۳۳     |
|       | ۳      | برابام-فورد | ۲۷     |
|       | ۴      | مک‌لارن-فورد | ۲۳     |
|       | ۵      | ماترا       | ۱۵     |
| منبع: |        |             |        |

یادداشت
- تنها پنج جایگاه نخست از هر رده‌بندی نمایش داده شده‌است.